# 蟬花
『蟬花』（せみばな）は、山上龍彦の小説。『小説すばる』1994年1月号から1995年1月号にかけて掲載されたもので、1995年に集英社から刊行された。

## 概要
益子修造の家族と、彼をとりまく周囲との人間模様を描いた小説である。「蟬花」「温容」「海女房」「文色」「うどんげ」「笹魚」の6篇で構成されている。

## あらすじ
蟬花（せみばな）
「小説すばる」94年1月号
娘である玲子の婚約者の家庭を知りたいと思った修造は、一人江原家へと向かう。中をのぞいて見たいと思ったとき、玄関のドアが開いて母親らしき女が出てきた。機転でやり過ごした修造は、彼女が学生時代の遊び仲間である押田雅代だったのを見て……。
温容（おんよう）
「小説すばる」94年5月号
修造の家に、西尾良助なる人物から電話がかかってきた。聞けば、佐藤一郎の浮気相手である西尾敏恵の父親だという。良助の会いたいとの会話につられて、修造は承諾し、ターミナル駅で待ち合わせることにしたのだが……。
海女房（うみにょうぼ）
「小説すばる」94年7月号
最後の家族旅行を楽しむべく、修造たち五人は旅館「万風荘（まんぷうそう）」へとやってきた。思い出の旅館は「帆風苑（はんぷうえん）」という名前だったが、記憶違いで予約してしまったのだ。部屋の見晴らしは悪く、サービスも最悪と感じた左永子と玲子は、さっさと感じのいい帆風苑へと移ってしまう。二人に習おうかと万風荘に戻ってきた修造は、うって変わって立派な部屋に案内された。フロントの話によると、先ほどのお詫びと、玲子の結婚祝いを兼ねて最上級のもてなしをしようとする女将の指示らしい。次々と立派な料理が運ばれてくるなかで、好意の板ばさみに苦悶する修造であった……。
文色（あいろ）
「小説すばる」94年8月号
梅雨の一日、佐藤一郎は情人である敏恵の兄、西尾豊和の訪問をうける。豊和は、良縁があるので敏恵と別れて欲しいと一郎に告げる。一方、修造の家を訪ねた西尾良助は、相手の家庭に問題があるから破談にしたいと持ちかける。朝子の幸せは、一郎と敏恵が別れることにあると考えている修造は相手にせず、ボランティア活動をしている朝子と連絡を取った……。
うどんげ
「小説すばる」94年11月号
玲子と正義の結婚式を1ヵ月後に控えたある日、知人の葬式に出席した修造は、江原弘と偶然出会う。知人のペンションへと誘う弘の熱心さにほだされた修造は、招きに応じるべく車に同乗した。バケツをひっくり返したような豪雨の中で、修造は温厚篤実だと思っていた弘の違う一面を見て……。
笹魚（ささうお）
「小説すばる」95年1月号
二人の結婚式も無事終わったある日、家作である「よへえマンション」の住民武見から、上の階でなにやら怪しい音がするとの苦情を受ける。上階の上野優子からは、武見が度々怒鳴り込んでくるので迷惑しているとの苦情も聞いた。公平かつ円満に解決しようと考える修造は、ひとまず夕食の仕度をはじめる。左永子と玲子がいないので、自ら料理をすることになったのだ。悪戦苦闘する修造のもとに、上野優子から夕食を誘う電話がかかってきて……。

## 登場人物

### 益子家
益子修造（ましこ　しゅうぞう）
主人公。50歳代前半。元会社員。現在は大家をしている。
大切なのは家柄や財産ではなく、人生をいかに面白く志を高く生きられるかだと考えている。閉所恐怖症気味。常識人だが、妄想辟がある。小鳥と侘太（わびた）という犬を飼っている。
益子左永子（ましこ　さえこ）
修造の妻。
やきもち焼き。朝子と仲がよいため、一緒に過ごすことが多い。
益子玲子（ましこ　れいこ）
修造の娘。
明るい性格。
益子友昭（ましこ　ともあき）
修造の長男。演歌顔の持ち主。
調子外れの鼻歌を歌う。渓流釣りに熱中している。
益子則夫（ましこ　のりお）
修造の次男。高校生。
修造より頭一つ背が高い。サイモンとガーファンクルのアート・ガーファンクルに面差しが似ている。甘いものが苦手。
益子シズ子（ましこ　しずこ）
修造の母。
足が悪いため、いつも2階にいる。味覚音痴で料理下手。天災を予知する能力がある。
佐藤朝子（さとう　あさこ）
左永子の一番下の妹。修造より17歳年下。
童女のようなおかっぱ頭の持ち主。左永子とうりふたつの風貌。
交通事故でリハビリ中の夫を持つ。現在はお年寄りの世話をするボランティア活動を行っている。
佐藤一郎（さとう　いちろう）
朝子の夫。老舗呉服屋の主人。
小太り。優柔不断気味。看護婦の西尾敏恵と浮気中。
佐藤隆（さとう　たかし）
朝子の一人息子。小学生。
恐竜のプラモデルを集めている。

### 江原家
江原正義（えばら　まさよし）
益子玲子の婚約者。
背が高くひょろりとした体つき。邦画の二枚目風の面差し。
小学校に上がる前、医者の誤診で死にかけたことがある。
江原雅代（えばら　まさよ）
正義の母。旧姓押田。修造とは大学の同級生。
綺麗に髪を整え、こざっぱりとした身なり。全体に肉がつきすぎているが、若い頃は可愛いと思わせる風貌。ガラスメーカーに勤める長男と大学生の次男がいる。
江原弘（えばら　ひろし）
雅代の夫。正義の継父。
中肉中背で実直そうな雰囲気を漂わせている。

### その他
西尾良助（にしお　りょうすけ）
敏恵の父親。60歳代後半。浜松在住。
渋色のへちまのような顔だち。胡麻塩頭。
妻と二人暮し。長女の敏恵と佐藤一郎との関係を案じ、修造に相談を持ちかける。酒好き。
西尾敏恵（にしお　としえ）
看護婦。
2度の離婚歴を持つ。2番目の夫との間にもうけた、ひとみという女の子がいる。
西尾豊和（にしお　とよかず）
良助の長男。元公務員。現在は友人とスポーツ用品店を経営している。
敏恵に巡ってきた良縁を逃すまいと、佐藤一郎と敏恵を別れさせようと画策する。